# Onthophagus makokou
Onthophagus makokou är en skalbaggsart som beskrevs av Philippe H. Walter 1989. Onthophagus makokou ingår i släktet Onthophagus och familjen bladhorningar. Inga underarter finns listade i Catalogue of Life.